# Bismarck Mantovani
Bismarck Solferino Costante Benedetto Mantovani (Taglio di Po, 11 settembre 1874 – Padova, 20 luglio 1945) è stato un musicista e arrangiatore italiano dalla carriera internazionale, passata dagli Stati Uniti d'America al Portogallo per terminare nel Regno Unito assieme al figlio Annunzio Paolo Mantovani.

## Biografia
Nato da Paolo Giacomo e Metilde Bergamini (provenienti da due famiglie "possidenti" in qualità di agenti di campagna della famosa famiglia veneziana dei Sullam: i nomi Costante e Benedetto, infatti, sono in onore di Benetto e Costante Sullam) e terzo di otto fratelli, è nato e ha passato i primi anni della sua vita nell'area rurale alla periferia di Taglio di Po. Nell'anno 1886 inizia gli studi presso il Conservatorio Benedetto Marcello di Venezia e nel 1894 riceve il diploma di Maestro, assieme al premio di 1º grado per il violino, riconoscimento concesso solo agli allievi di elevata levatura.
Dopo ulteriori tre anni di studio presso il Conservatorio Giuseppe Verdi di Milano, alla fine del 1898, Arturo Toscanini chiama Bismarck per ricoprire il ruolo di primo violino alla riapertura del Teatro alla Scala di Milano.
Durante i primi anni del '900, Bismarck lavora sotto la direzione di Pietro Mascagni. Partecipò alla famosa tournée negli Stati Uniti, durante la quale Mascagni scrive una nota di ringraziamento dedicata al musicista.

In seguito al tour americano, Bismarck si trasferisce stabilmente a Venezia fino al 1910 dove sposa la compagna Iparia Manfrin (1880-1969) e assieme danno alla luce tre figli: Annunzio Paolo nel 1905, Remila Brunilde nel 1907 ed Elsa Matilde Antonia nel 1910. In questo decennio, Bismarck effettua molti viaggi in Portogallo, dove suona in vari concerti fino ad arrivare al cospetto del re Carlo I di Braganza al Teatro da Trinidade di Lisbona.
All'inizio del secondo decennio del '900, la famiglia Mantovani si stabilisce a Londra, dove Bismarck inizia ad evitare di usare il suo primo nome per evidenti assonanze germaniche. Da qui in avanti infatti comincia ad identificarsi sempre come Benedetto Mantovani. Dopo lo scoppio della Prima guerra mondiale, anche per i Mantovani non furono anni semplici, ma quando si concluse, il figlio Annunzio e la figlia Remila poterono continuare a frequentare gli studi, con Annunzio che in particolare dimostrò spiccate doti musicali, anche grazie alla severa supervisione del padre.
Attorno al 1934, Bismarck conclude la sua carriera pubblica al Metropole Hotel di Londra come violinista sotto la guida del figlio, nella "Mantovani and His Tipica Orchestra". In seguito torna in Italia, dove a causa dello scoppio della Seconda guerra mondiale rimane separato dai figli fino alla sua morte avvenuta a Padova nel 1945.
Le spoglie del Maestro sono ora custodite nel cimitero di Frassinelle Polesine.